# Lina Hurtig
Lina Mona Andréa Hurtig est une footballeuse internationale suédoise née le 5 septembre 1995. Actuellement avec Arsenal, elle évolue au poste de milieu de terrain à l'ACF Fiorentina.

## Carrière

### En club
Lina Hurtig commence sa carrière en 2011 au Gustafs GoIF.
En 2012, elle rejoint l'Umeå IK en première division suédoise. À seize ans, elle s'impose dans l'équipe et devient même meilleure buteuse du club lors de la saison 2013.
En 2017, alors qu'Umeå est relégué, Lina Hurtig quitte le club et signe au Linköpings FC.
Elle quitte la Suède en 2020 pour la Juventus en Serie A. Avec l'équipe turinoise, elle remporte deux championnats consécutifs, ainsi qu'une coupe d'Italie et deux supercoupes.
Après deux saisons et dix-sept buts chez les Bianconere, elle est transférée à Arsenal le 18 août 2022, où elle rejoint sa compatriote Stina Blackstenius.
En 2024-2025, elle inscrit un but en phase de groupes de Ligue des champions face à son ancien club pour remporter le match, qualifier Arsenal et éliminer la Juventus. Elle remporte la Ligue des champions avec les Gunners. Elle quitte le club à la fin de la saison et retourne en Italie, cette fois-ci à la Fiorentina.

### En sélection
En janvier 2013, Lina Hurtig est appelée pour la première fois à un camp d'entraînement avec l'équipe de Suède. Elle honore sa première sélection le 26 novembre 2014, face au Canada (match nul 1-1). 
Le 16 mai 2019, elle figure parmi la liste des 23 joueuses retenues au sein de l'équipe de Suède, afin de disputer la Coupe du monde 2019 organisée en France ; les Suédoises terminent troisièmes du tournoi.

## Vie privée
Le 16 août 2019, Lina Hurtig annonce avoir épousé Lisa Lantz, sa coéquipière du Linköpings FC. En mars 2021, le couple déclare attendre leur premier enfant.

## Palmarès

### En club

#### AvecLinköpings FC
- Vainqueur du Championnat de Suède en 2017
- Finaliste de la Coupe de Suède en 2018

### En sélection
- Vainqueur du championnat d'Europe des moins de 19 ans en 2012
- Troisième de la Coupe du monde féminine de football 2019